# Acacia hassleri
Acacia hassleri är en ärtväxtart som beskrevs av Robert Hippolyte Chodat. Acacia hassleri ingår i släktet akacior, och familjen ärtväxter. Inga underarter finns listade i Catalogue of Life.